# László Lovász
László Lovász (sinh ngày 9.3.1948 tại Budapest, Hungary) (phát âm tiếng Hungary: [ˈlaːsloː ˈlovaːs]) là một người Mỹ gốc Hungary, là nhà toán học và giáo sư danh dự tại Đại học Eötvös Loránd, nổi tiếng với các công trình Toán học tổ hợp. Ông là chủ tịch của Hội liên hiệp Toán học quốc tế từ năm 2007 đến năm 2010 và chủ tịch của Viện Hàn lâm Khoa học Hungary từ năm 2014 đến năm 2020. Năm 2021, ông cùng nhận giải Abel cùng với nhà toán học Avi Wigderson.
Trong lý thuyết đồ thị, những đóng góp đáng chú ý của Lovász bao gồm các bằng chứng về giả thuyết của Kneser và bổ đề cục bộ Lovász, cũng như công thức Erdős – Faber – Lovász. Ông cũng là một trong những tác giả của Thuật toán giảm thiểu cơ sở mạng Lenstra – Lenstra – Lovász.

## Đầu đời và giáo dục
Lovász sinh ngày 9 tháng 3 năm 1948 tại Budapest, Hungary.
Lovász đã tham gia vào Fazekas Mihály Gimnázium ở Budapest. Từ năm 1964 đến năm 1966, ông đã giành được ba huy chương vàng và một huy chương bạc tại Olympic Toán học Quốc tế. Ông cũng đã tham gia một game show của Hungary về các thần đồng toán học. Paul Erdős đã giúp giới thiệu Lovász về lý thuyết đồ thị khi còn trẻ.
Lovász nhận bằng Ứng viên Khoa học (C.Sc.) vào năm 1970 tại Học viện Khoa học Hungary. Cố vấn của ông là Tibor Gallai. Ông nhận bằng tiến sĩ đầu tiên (Dr.Rer.Nat.) tại Đại học Eötvös Loránd vào năm 1971 và bằng tiến sĩ thứ hai (Dr.Math.Sci.) từ Học viện Khoa học Hungary vào năm 1977.

## Sự nghiệp
Từ năm 1971 đến năm 1975, Lovász làm việc tại Đại học Eötvös Loránd với tư cách là Cộng tác viên Nghiên cứu. Từ năm 1975 đến 1978, ông là một giáo viên tại Đại học Szeged, và sau đó giảng dạy trong vai trò giáo sư và chủ tịch Geometry từ đó cho đến năm 1982. Ông sau đó quay lại Đại học Eötvös Loránd trong vai trò một giáo sư và chủ tịch Khoa học Máy tính cho đến năm 1993.
Lovász là giáo sư tại Đại học Yale từ năm 1993 đến năm 1999, khi ông chuyển đến Trung tâm Nghiên cứu của Microsoft, nơi ông làm việc với tư cách là Nhà nghiên cứu cấp cao cho đến năm 2006. Ông quay trở lại Đại học Eötvös Loránd làm giám đốc của Viện Toán học (2006 –2011) và là giáo sư của Khoa Khoa học Máy tính (2006–2018). Ông nghỉ hưu vào năm 2018.
Lovász là chủ tịch của Hội liên hiệp Toán học quốc tế từ ngày 1 tháng 1 năm 2007 đến ngày 31 tháng 12 năm 2010. Năm 2014, ông được bầu làm Chủ tịch Viện Hàn lâm Khoa học Hungary (MTA) và phục vụ cho đến năm 2020.

## Nghiên cứu
Cộng tác với Erdős vào những năm 1970 Lovász đã phát triển các phương pháp bổ sung cho các kỹ thuật lý thuyết đồ thị xác suất của Erdős. Điều này bao gồm bổ đề cục bộ Lovász, đã trở thành một kỹ thuật tiêu chuẩn để chứng minh định lý tồn tại của đồ thị hiếm. Cũng trong lý thuyết đồ thị, Lovász đã chứng minh giả thuyết của Kneser và giúp hình thành giả thuyết Erdős – Faber – Lovász.
Cùng với Arjen Lenstra và Hendrik Lenstra vào năm 1982 Lovász đã phát triển thuật toán LLL để tính gần đúng các điểm trong lưới và giảm lưới cơ sở của chúng. Thuật toán LLL được Gil Kalai mô tả là "một trong những thuật toán cơ bản" và đã được sử dụng trong một số ứng dụng thực tế, bao gồm thuật toán phân tích đa thức và mật mã.

## Giải thưởng và Vinh dự
Ông đã đoạt nhiều giải thưởng lớn:
- Giải Pólya (SIAM) (1979)
- Best Information Theory Paper Award (IEEE) (1981)
- Giải Fulkerson (1982)
- Giải Wolf về Toán học (1999)
- Giải Gödel (2001)
- Giải lý thuyết John von Neumann (2006)
- Giải Bolyai (2007)
- Giải Széchenyi (2008)
- Giải thưởng lớn Széchenyi của Hungary (2008)
- Giải thưởng Kyoto về Khoa học Cơ bản (2010)

Vào tháng 3 năm 2021, ông nhận Giải thưởng Abel cùng với Avi Wigderson từ Viện Nghiên cứu Cao cấp "vì những đóng góp cơ bản của họ cho khoa học máy tính lý thuyết và toán học rời rạc, và vai trò tiên phong của họ trong việc định hình chúng thành các lĩnh vực trung tâm của toán học hiện đại".
Ông được bầu làm thành viên nước ngoài của Viện Hàn lâm Khoa học và Nghệ thuật Hoàng gia Hà Lan vào năm 2006 và Viện Hàn lâm Khoa học Hoàng gia Thụy Điển vào năm 2007, và là thành viên danh dự của Hội Toán học London vào năm 2009. Lovász được bầu làm thành viên của Viện Hàn lâm Khoa học Quốc gia Hoa Kỳ năm 2012. Năm 2012, ông trở thành thành viên của Hội Toán học Hoa Kỳ. Lovász được liệt kê là một nhà nghiên cứu được trích dẫn thường xuyên của ISI.

## Đời sống riêng tư
Lovász đã kết hôn với nhà toán học Katalin Vesztergombi, sau khi ông tham gia một chương trình dành cho học sinh trung học có năng khiếu về toán học, họ có bốn người con. Ông mang hai quốc tịch Hungary và Hoa Kỳ.

## Tác phẩm
Ông là đồng tác giả hoặc biên tập các sách sau:
- Lovász L., Pelikán J., Vesztergombi K.: Kombinatorika, Tankönyvkiadó, Budapest, 1977
- Gács P., Lovász L.: Algoritmusok, Müszaki Könyvkiadó, Budapest, 1978; Tankönyvkiadó, Budapest, 1987
- L. Lovász: Combinatorial Problems and Exercises, Akadémiai Kiadó - North Holland, Budapest, 1979, revised: Elsevier, Akadémiai Kiadó, 1993, reprint: AMS Chelsea Publishing, 2007.
- L. Lovász, M.D. Plummer: Matching Theory, Akadémiai Kiadó - North Holland, Budapest, 1986
- L. Lovász: An Algorithmic Theory of Numbers, Graphs, and Convexity, CBMS-NSF Regional Conference Series in Applied Mathematics 50, SIAM, Philadelphia, Pennsylvania, 1986
- M. Grötschel, L. Lovász, A. Schrijver: Geometric Algorithms and Combinatorial Optimization, Springer, 1988
- B. Korte, L. Lovász, R. Schrader: Greedoids, Springer, 1991
- R. Graham,, M. Grötschel, L. Lovász (eds.): Handbook of Combinatorics Elsevier Science B.V., 1995
- L. Lovász, J. Pelikán, K. Vesztergombi K.: Discrete Mathematics: Elementary and Beyond, Springer, New York, 2003